# Перелоги (Могилёвская область)
Перело́ги (бел. Пералогі) — деревня в составе Михеевского сельсовета Дрибинского района Могилёвской области Республики Беларусь.

## Население
- 1999 год — 17 человек
- 2010 год — 2 человека